# Histoire de Florencia (Caquetá)
L'histoire de Florencia inventorie, étudie et interprète l'ensemble des événements du passé liés à cette ville.

## Période précolombienne
Avant la conquête espagnole, les terres de Florencia ont été occupées par de nombreux groupes indigènes, dont plusieurs existent toujours. On retrouve ainsi les Andakí (es), les Uitoto et les Coreguaje, qui ont traditionnellement habité les bords du río Orteguaza. Le legs culturel de ces peuples se retrouve partiellement via les pétroglyphes principalement situés sur le site El Encanto, qui s'étend des abords de la ville à Morelia. Ces représentations lacustres, qui étaient cachées sous terre, ont été de nouveau visibles à la suite d'une crue du río Hacha (es) en 1962.

## Fondation
Florencia est fondée le 25 décembre 1902 par le père Doroteo de Pupiales (1876-1959), missionnaire capucin, et originaire de la ville de Pupiales (Département de Nariño). Il rapporte à ses supérieurs que le lieu où se trouve l'entreprise de caoutchouc Pizzaro est un bon endroit pour fonder une ville. Vers 1908-1909, un autre moine dresse de nouveaux plans d'urbanisme de la ville et fixe le parc Santander comme le centre de la ville.
En 1912, Florencia est élevée au rang de municipalité et est dotée par le gouvernement central d'une organisation administrative et territoriale, notamment en nommant le premier maire de la ville, Isaïe Cerquera. Durant cette période, la première route vers le département de Huila pour le transit du caoutchouc est ouverte, route qui est modernisée en 1932 et intégrée à la route Garzón - Guadalupe - Florencia afin d'acheminer les troupes sur les lieux d'un conflit entre le Pérou et la Colombie portant sur la forêt amazonienne.
En 1916, l'évêque Garzón Esteban Roja promeut la construction d'un temple afin de remplacer la petite chapelle existante. Sa construction, réalisée sous les ordres du maître d’œuvre Manuel Borrero, un maçon de Garzón, débute le 20 juillet 1916 et l'inauguration est effectuée le 19 juillet de l'année suivante.

## Du milieu duXXesiècleà nos jours
Le 14 mars 1950, est créée l'administration nationale de Caquetá et Florencia est désignée comme capitale. Dans les années 1950, l’alphabétisation de la population se développe par l'encouragement et la création de nouvelles écoles tenues par les religieux. Durant cette période, la démographie ainsi que de nouveaux quartiers progressent par le fait de l'arrivée de migrants qui fuient les violences dans le centre du pays.
En 1981, le département de Caquetá est créé, et Florencia en devient la capitale. Une tentative de prise de contrôle de la ville par le groupe armé M-19, repoussé par l'armée colombienne, est mise en échec. Dans les années et décennies suivantes, la ville s’embellit au niveau urbain et architectural par le biais de la construction de nombreux édifices (hôtel de ville, tour Jorge Eliécer Gaitán, bâtiment du gouvernement de Caquetá...), la construction de nouveaux quartiers et le développement d'infrastructures urbaines (pont, trottoirs, centre commercial).